# Нуреддин Бедуї
Нуреддин Бедуї (араб. نور الدين بدوي; нар. 22 грудня 1959, Айн-Тайа, Алжир, Французький Алжир) — алжирський політик, прем'єр-міністр Алжиру (12 березня 2019 — 19 грудня 2019).

## Біографія
Його батьки родом зі східного вілаєта Уаргла. Закінчив Національну школу управління, працював у лічильній палаті. Бедуї обіймав посаду генерального секретаря вілаєту Оран, очолював декілька вілаєтів (Сіді-Бель-Аббес, Бордж-Бу-Арреридж, Сетіф, Костантіна). З 2013 до 2015 року — міністр навчання і професійної освіти. З 2015 до 2019 року очолював Міністерство внутрішніх справ.